# Colombia (wielerploeg)
Colombia was een Colombiaanse continentale wielerploeg, uitkomend in de continentale circuits van de UCI.

## Geschiedenis
Vermits het team een pro-continetale licentie heeft, kan het worden uitgenodigd voor sommige wedstrijden van de UCI World Tour. In 2012 waren dat Tirreno-Adriatico, Milaan-San Remo, Waalse Pijl en Ronde van Lombardije. In 2013 deed het team voor het eerst mee aan de Ronde van Italië, met een volledig Colombiaans team. Voorts kreeg het ook Wild-cards voor: Waalse Pijl, Ronde van Polen en de Ronde van Lombardije. 
Begin 2014 raakte bekend dat het team dat jaar weer mag starten in de Ronde van Italië. Ook mochten ze starten in de Waalse Pijl en Luik-Bastenaken-Luik. 
In 2015 greep de formatie naast een wildcard voor de Ronde van Italië, maar verscheen de ploeg wel aan de start van de Ronde van Spanje. In oktober van dat jaar werd bekend dat de ploeg zou worden opgeheven, omdat de Colombiaanse overheid haar sponsorengagement wilde verminderen.  

## Grote rondes
| Jaar | Ronde van Italië   | Ronde van Italië | Ronde van Frankrijk | Ronde van Frankrijk | Ronde van Spanje   | Ronde van Spanje |
| Jaar | hoogste klassering | etappewinst      | hoogste klassering  | etappewinst         | hoogste klassering | etappewinst      |
| ---- | ------------------ | ---------------- | ------------------- | ------------------- | ------------------ | ---------------- |
| 2012 | geen deelname      | geen deelname    | geen deelname       | geen deelname       | geen deelname      | geen deelname    |
| 2013 | 18e Darwin Atapuma |                  | geen deelname       | geen deelname       | geen deelname      | geen deelname    |
| 2014 | 28e Fabio Duarte   |                  | geen deelname       | geen deelname       | geen deelname      | geen deelname    |
| 2015 | geen deelname      | geen deelname    | geen deelname       | geen deelname       | 32e Rodolfo Torres |                  |

2012 · 2013 · 2014 · 2015